# Lara Croft – Tomb Raider
Lara Croft – Tomb Raider je dobrodružný film natočený podle populární herní série Tomb Raider. Režíroval jej Simon West a do hlavní role archeoložky Lary Croft byla obsazena Angelina Jolie. V amerických kinech měl film premiéru 11. června 2001, do českých kin pak vstoupil 23. srpna 2001. Film se stal s tržbami 275 miliónů dolarů nejúspěšnější filmovou adaptací počítačové hry. O tento primát jej připravil až v roce 2010 film Princ z Persie: Písky času s tržbami 335 miliónů dolarů. Přijetí filmu u odborníků bylo vesměs negativní, kritizována byla lajdácká režie i akční sekvence působící dojmem videohry. Výkon Angeliny Jolie v hlavní roli byl ale chválen.
Volné pokračování s názvem Lara Croft – Tomb Raider: Kolébka života přišlo do kin v roce 2003.

## Děj
Lara Croft (Angelina Jolie) žije sama ve svém honosném venkovském sídle v Anglii. Oficiálně pracuje jako fotoreportérka, ale ve skutečnosti je lovkyně pokladů a pátrá po ztraceném dědictví minulosti. Ve svém domě podstupuje náročný trénink, což zahrnuje třeba i souboj s dálkově řízeným robotem, kterého vytvořil počítačový génius Bryce.
Lařino nové dobrodružství začíná jednu noc, kdy zrovna sní o svém zemřelém a stále postrádaném otci. Díky jeho láskyplné výchově se Lara dokázala vyrovnat se ztrátou matky, na kterou si nevzpomíná. Otec Laře kdysi v knihovně vyprávěl o zvláštní planetární konstelaci, kdy se všechny planety seřadí do jedné linie. To se stává jednou za 5000 let. Najednou Lara slyší tikání hodin. Tento zvuk jí navede do tajné místnosti, kde najde zvláštní hodiny. Nesou symbol Vševidoucího oka. Zároveň si Lara uvědomí, že hodiny odpočítávají čas k okamžiku, kdy dojde ke zmíněné planetární konjunkci.
Lara se jde o svém nálezu poradit s bývalým přítelem svého otce, ten jí odkáže na právníka jménem Powell. Když dorazí do jeho dekadentního sídla, je mezí ním a Larou znát určité "sexuální napětí", později se z něj ovšem vyklube nelítostný protivník. Powell zná význam hodin, ale Laře nic významného nesdělí a nechá jí odejít. Když poté Lara zpátky ve svém domě trénuje bungee-jumping, je dům přepadem ozbrojenými muži v čele s Powellem. Lara se sice vypořádá s většinou ozbrojenců, ale krádeži hodin zabránit nedokáže.
Další den je Laře doručen dopis od jejího otce. Napsal jej těsně před svou smrtí a zařídil, aby byl doručen právě v den planetární konjunkce. Dopis obsahuje citát z knihy Williama Blakea. Lara vyhledá příslušnou knihu v knihovně a v jejím hřbetě znovu najde symbol Vševidoucího oka. Spolu s ním je tam vysvětlující zpráva od jejího otce. Objasňuje, že hodiny jsou klíčem k Trojúhelníku, který svému majiteli propůjčí schopnost ovládání času. Trojúhelník byl ale kdysi "Lidmi světla" (Ilumináti, jejichž symbolem je právě Vševidoucí oko), rozlomen na dvě části, aby se zabránilo jeho zneužití. Lařin otec dále píše, že první část trojúhelníku je ukryta v chrámu Ta Prohm v Kambodži a upozorňuje Laru na jasmín, který tam roste a střeží tajný vstup do chrámu.
Když Lara dorazí do Kambodže, Powell už je na místě a snaží se do chrámu probourat. Po jeho boku je i bývalý Lařin přítel Alex West (Daniel Craig), který také patří do Powellovy skupiny. Zatímco se Powellovi lidé probourávají do chrámu, Lara s pomocí dětí, které se objevují jako duchové, objeví jasmín a tajný vchod. Dostane se na chrámovou galerii, odkud pozoruje, jak se Powellovi muži chystají vložit hodiny na nesprávné místo. Lara ale pozná správné místo a těsně před okamžikem planetární konjunkce přesvědčí Powella, aby jí ve společném zájmu (nalezení části Trojúhelníku) hodiny předal. V poslední chvíli je umístí na správné místo, čímž se spustí mechanismus, který pošle obří kyvadlo proti kouli naplněné kapalinou. Když (s pomocí Lary) kyvadlo kouli prorazí a kapalina začne vytékat, odhalí se část Trojúhelníku a Lara se jí zmocní. Kapalina ovšem oživí chrámové sochy a začíná všeobecný boj o život. Lara unikne s částí Trojúhelníku, ale Powell se zmocní hodin. Lara cestuje skrz Angkor, kde získá požehnání místních mnichů, kteří zároveň zázračně vyléčí její rány.
Obě strany mají problém, k získání moci potřebují to, co má ten druhý. Proto dojde k setkání v Benátkách. Powell Laře prozradí, že její otec byl členem Iluminátů a kdysi s Powellem na hledání Trojúhelníku spolupracoval. Lara, doufající, že s pomocí Trojúhelníku změní minulost a zabrání smrti otce, nakonec souhlasí se spoluprací.
Všichni cestují do ledových pustin Sibiře, na dno meteorického kráteru, kde kdysi bylo hlavní sídlo "Osvícených". Cestou se Laře zjeví dívka, která mluví o jejím otci, a Laru varuje. V jeskyni na dně kráteru najdou obří repliku Sluneční soustavy. Lara najde správné místo pro umístění hodin a tím odhalí druhou část Trojúhelníku. Právě včas, protože nadchází zatmění Slunce, které završí planetární konjunkci. Když ale Powell přiloží oba díly Trojúhelníku k sobě, nic se nestane. Powell ve snaze přinutit Laru jednat probodne Alexe. Lara si vzpomene na citát z Blakeovy knihy a vyjme zrnko písku z hodin. Až teď je Trojúhelník kompletní. V okamžiku vrcholné konjunkce obě části Trojúhelníku splynou, Lara a Powell se ve snové sekvenci ocitají na stěně pyramidy a utíkají k jejímu osvětlenému vrcholu v závodu o moc. Lara se k vrcholu dostane první a vyhrává. Ocitá se v minulosti, ve stanu se svým otcem. Ten jí ale přes radost se shledání nařídí Trojúhelník zničit. Než to stačí Lara udělat, je vtažena v čase dopředu, do okamžiku, kdy se Powell chystá probodnout Alexe. Lara tomu zabrání a celá jeskyně se začíná hroutit. Powell, který jak se ukázalo zabil Lařina otce, ukáže Laře kapesní hodinky, které jsou památkou na její matku. Lara Powella v souboji porazí a stačí ještě včas uniknout z hroutící se jeskyně. Nyní se může vrátit domů, ke svému tréninku s robotem.

## Hrají
| Angelina Jolie | Lara Croft     |
| Jon Voight     | Lařin otec     |
| Iain Glen      | Manfred Powell |
| Daniel Craig   | Alex West      |
| Noah Taylor    | Bryce          |
| Leslie Philips | Wilson         |
| Chris Barrie   | Hillary        |